# Crypthelia clausa
Crypthelia clausa är en nässeldjursart som beskrevs av Hjalmar Broch 1947. Crypthelia clausa ingår i släktet Crypthelia och familjen Stylasteridae.
Artens utbredningsområde är Indiska oceanen. Inga underarter finns listade i Catalogue of Life.